# Адолф Бутенант
 Адолф Фридрих Йохан Бутенант (на немски: Adolf Friedrich Johann Butenandt), е германски биохимик и физиолог, носител на Нобелова награда за химия за 1939 година „за изследванията му, свързани с половите хормони“.

## Биография
Роден е на 24 март 1903 година в Бремерхафен, Германия, в семейството на Ото и Вилхелма Бутенант. След завършване на гимназия в родния си град, през 1921 г. постъпва в Марбургския университет, където изучава химия и биология. Продължава обучението си в Гьотингенския университет при Адолф Виндаус. Защитава дисертация за химията на ротенона (съединение, което се използва в инсектицидите). През 1927 получава докторска степен по химия и става асистент в университетския Институт по химия.
През 1931 г. Бутенанд се жени за Ерика фон Зигнер, която му ражда седем деца – двама сина и пет дъщери. От същата година заема длъжността приват-доцент към Катедрата по биологична химия, изпълнявайки едновременно длъжността ръководител на Лабораторията по неорганична и органична химия в Гьотингенския университет. Две години по-късно е назначен за професор по химия и директор на Института по органична химия към Данцигския технологичен институт, където работи три години.
През 1936 г. Макс Планк, президент на дружеството „Кайзер Вилхелм“ (организация, която контролира всички научни изследвания в Германия), предлага на Бутенант да стане директор на Института по биохимия „Кайзер Вилхелм“ (днес „Макс Планк“) в Берлин.
През 1939 получава Нобеловата награда за химия „за работата си върху половите хормони“. Поради започването на Втората световна война и под натиска на Гестапо, Бутенант се отказва от наградата. През 1949 година той получава златен медал и диплом, а наградата е върната в Нобеловата фондация.
След войната Институтът по биохимия се мести в Тюбинген и Бутенант е назначен там за професор по физиологична химия. Когато през 1956 г. Институтът по биохимия „Кайзер Вилхилм“ се премества в Мюнхен, Бутенант е назначен за професор по физиологична химия в Мюнхенския университет. От 1960 до 1972 г. Бутенант е президент на дружеството „Макс Планк“. След като излиза в оставка през 1971 г. ученият е удостоен със званието почетен професор на Мюнхенския университет.
Умира на 18 януари 1995 година в Мюнхен.

## Научна дейност

### Естрон (1927 – 1930)
По времето, когато Бутенант е асистент в университетския Институт по химия, ръководителят на научноизследователския отдел на химико-фармацевтичната фирма „Шеринг“ Валтер Шолер се обръща към Адолф Виндаус с молба за изследване на химичната структура на женските полови хормонии. Виндаус му препоръчва за тази цел Бутенант. „Шеринг“ предоставя на учения концентрирани екстракти на биологически активно хормонално вещество, получено от урината на бременна жена. От това вещество Бутенант изолира през 1929 г. женски полов хормон в чиста кристална форма. Тъй като той е синтезиран и отделен от клетки, които запълват фоликулите на яйчниците, Бутенант нарича веществото фоликулин. Преименуван по-късно на естрон, този хормон е естроген, който определя особеностите на телосложението на жената и стимулира развитието на женските полови органи. Приблизително по същото време, независимо от Бутенант, американският биохимик Едуард Дойзи синтезира естрон в кристален вид.

### Естриолом и андростерон (1931 – 1933)
През 1931 г. Бутенант и неговите колеги потвърждават откриването на втори женски полов хормон, също естроген, направено в Лондон от Г. Ф. Мериън. Той е наречен естриолом.
След това Бутенант се заема с проблема за химическата идентификация на мъжкия хормон, синтезиран и изолиран при опити с клетки на Лайдиг. През 1931 г. той и неговите колеги отделят този хормон в чист кристален вид и го наричат андростерон. По-късно е доказано, че той е свързан биологично с основния мъжки полов хормон – тестостерона.
Като изолира и пречиства естрогените и андростерона, Бутенант се заема с анализа на точната химическа структура на естрогенните хормони естрон и естриол. Още преди това кристалографският анализ с помощта на рентгеново излъчване е дал основание да се предполага наличието на структурна връзка между естрона, естриола и стерините, които са сложни органични алкохоли, съдържащи четири плоски пръстена (като холестерина). През 1932 г. Бутенант и неговите колеги доказват с помощта на спектрографски и химически анализ, че биологичната активност на естрона и естриола зависи от двойните въглеродни връзки в цикличната структура на молекулата на стерина. Анализирайки химическата структура на естрона и естриола, те достигат до извода, че за ядро на всеки хормон служи пръстенът на фенантрена, съдържащ две метални групи. Това откритие има особено значение, защото по такъв начин е доказано, че женските полови хормони и стерините (особено холестеринът и жлъчните киселини) са тясно свързани химически. По-късно се изяснява, че холестеринът е изходно биохимично вещество за мъжките и женските полови хормони.

### Прогестерон (1934)
През 1934 г. Бутенант и неговите колеги получават в кристален вид прогестерон – хормон, който подготвя матката за имплантация на оплодената яйцеклетка. Те доказват, че прогестеронът и производният от него прегнандиол, получен от урината на бременна жена, са тясно свързани. Пет години по-късно Бутенант синтезира прогестерон от изходното му вещество холестерин.
Бутенант и неговите колеги помагат да се разбере структурата на андростерона, като откриват, че в него се съдържа един атом въглерод повече, отколкото в естрогените, и осем атома водород повече, отколкото в естрона. Те също така откриват, че, подобно на естрогените, андростеронът е стерин, състоящ се от четири пръстена, но с допълнителна метална група и пет допълнителни атома водород, които се проектират от ядрото на стерина. Основният мъжки полов хормон – тестостеронът – е отделен от образци опитна тъкан от други изследователи.

### Тестостерон (1935)
През 1935 г. Бутенант и Леополд Ружичка независимо един от друг синтезират тестостерон от неговия биохимичен предшественик. Бутенант открива също така биохимичния път на взаимното превръщане на мъжките и женските полови хормони, който химически се обяснява със стериновото им ядро. Двамата изследователи откриват, че мъжката полова хормонална активност се определя от двойната връзка между четвъртия и петия атом въглерод в състоящото се от четири пръстена стериново ядро. Ако тази двойна връзка се наблюдава между първия и втория атом въглерод, възниква женско естрогенно влияние на молекулата. Откриването на тези специфични химически страни на биологичната активност е един от най-важните аспекти на провежданите от Бутенант изследвания на половите хормони на млекопитаещите.

### Екзидон (1953)
През 1953 г. заедно със своя колега Петер Карлсон отделя за първи път в кристален вид хормон на насекомо. Наречено екзидон, това вещество стимулира образуването на какавидите при гъсениците. По-късно Карлсон доказва, че екзидонът е производен на холестерина и се намира в химическо сходство с половите хормони на млекопитаещите.

### Бомбикола (1956)
През 1956 г. докато е професор в Мюнхенския университет Бутенант изолира бомбикола, вещество, принадлежащо към нов клас биологични съединения, наречени феромони, и установява неговата природа. Отделян от женската пеперуда на копринената буба, бомбиколът има биологичната функция да привлича мъжката пеперуда.

## Почести и награди
- Голям кръст на ордена „За федерална служба“ присъждан от правителството на ФРГ (1959 г.);
- Орден на почетния легион (1969 г.);
- Медал „Адолф фон Харнак“ връчен през 1973 г. от дружество „Макс Планк“;
- Почетни степени от университетите в Грац, Лидс, Мюнхен, Мадрид и Тюбинген;
- Почетен член на Нюйоркската академия на науките, на Японското биохимическо дружество, на академиите на науките на Австралия и Франция, на Лондонското кралско дружество.